# Guido Bontempi
Guido Bontempi (nascido em 12 de janeiro de 1960) é um ex-ciclista italiano que competia em provas de estrada e pista.
Profissional de 1981 a 1995, ele venceu 16 etapas no Giro d'Italia, cinco no Tour de France, quatro na Volta à Espanha, dois Gent-Wevelgem e uma E3 Harelbeke.
Nos Jogos Olímpicos de 1980 em Moscou, ele competiu nos 1000 km contrarrelógio e na perseguição por equipes, terminando na quarta posição em ambas as provas, representando a sua nação.